# نادي أوداكس ريو
نادي أوداكس ريو لكرة القدم (بالبرتغالية: Audax Rio de Janeiro Esporte Clube‏) ، هو نادي كرة قدم برازيلي، تأسس سنة 2005 م.

## وصلات خارجية
لم يتم العثور على روابط لمواقع التواصل الاجتماعي.